# 克拉斯諾茲納緬斯克 (莫斯科州)
克拉斯諾茲納緬斯克（俄语：Краснозна́менск）是俄羅斯莫斯科州中部的一個城市，也是一處保密行政區。位於莫斯科以西40公里。2002年人口28,044人。
1981年建市，1994年以前稱為。是一處導彈控制中心。